# Veddasca
Veddasca (Vedasca in dialetto varesotto) è un municipio del comune di Maccagno con Pino e Veddasca nella provincia di Varese.

Territorio dell'ex comune di Veddasca

Sino al 3 febbraio 2014 ha costituito un comune autonomo. Il comune era stato istituito il 7 agosto 1928 per fusione di quattro preesistenti municipi.

## Storia
Il comune di Veddasca venne creato nel 1928 dalla fusione dei comuni di Armio, Biegno, Cadero con Graglio e Lozzo. Il nuovo comune prese il nome dalla valle in cui era posto, la Val Veddasca.
A seguito di un referendum, dal 2014 il comune di Veddasca si fuse con Pino sulla Sponda del Lago Maggiore e Maccagno per dare vita al nuovo comune di Maccagno con Pino e Veddasca. Si tratta della prima fusione di comuni nella storia della provincia di Varese.

### Simboli
Il comune di Veddasca utilizzava uno stemma di verde, allo scoiattolo al naturale, afferrante con le zampe anteriori la pigna dello stesso, accompagnato da cinque stelle di otto raggi d'oro, poste due in capo, ordinate in fascia, tre in punta, ugualmente ordinate. Il gonfalone era un drappo di giallo.

## Società

### Evoluzione demografica
I dati precedenti alla creazione del comune provengono dalla somma degli abitanti dei quattro comuni precedenti.
Abitanti censiti

## Geografia antropica
Secondo l'ISTAT, il territorio del municipio comprende i centri abitati di Armio, Biegno, Cadero, Graglio e Lozzo, e i nuclei abitati di Cangili di Biegno, Fontane di Lozzo, Forcora e Monterecchio.
La sede municipale di Veddasca è Armio, ad oggi popolata da 99 abitanti.